# Hipposideros einnaythu
Hipposideros einnaythu — є одним з видів кажанів родини Hipposideridae.

## Опис
Невеликого розміру, з довжиною голови і тіла між 43,3 і 49,1 мм, довжина передпліччя між 39,5 і 40,3 мм, довжина хвоста між 24,7 і 28,7 мм, довжина ноги від 6,5 до 7 мм, довжина вух між 16,6 і 16,7 мм.
Спинна частина темно-коричневого кольору з основою волосся світлішою, в той час як черевні частині коричневого кольору. Вуха маленькі й трикутні. Крилові мембрани темно-коричневі. Хвіст довгий і злегка виступає за межі широкої хвостової мембрани. Перший верхній премоляр невеликий і розташований за межами альвеолярної лінії.

## Поширення
Поширений в М'янмі

## Звички
Ховається в будинках. Харчується комахами.